# Khaled Maghzaoui
Khaled Maghzaoui, né le 30 mai 1972, est un footballeur tunisien évoluant au poste de gardien. Il occupe en 2012 le poste d'entraîneur des gardiens au Club africain.

## Clubs
- 1995-2000 : Club africain (Tunisie)
- 2003-2004 : Club olympique des transports[1] (Tunisie)

## Palmarès
- Vainqueur du championnat de Tunisie en 1996
- Vainqueur de la coupe de Tunisie en 1998 et 2000